# James Cavanah Murphy

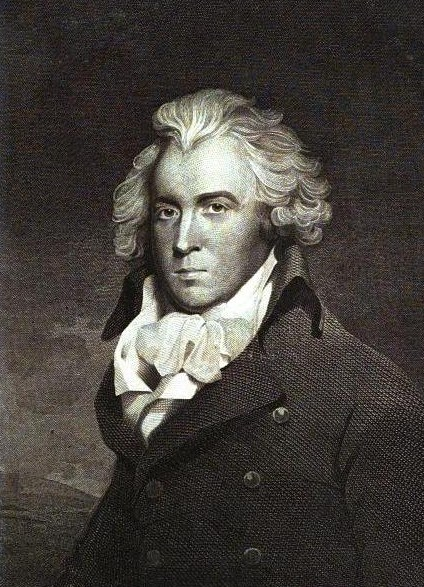
Retrato de James Cavanah Murphy, por Martin Archer Shee, de Travels in Portugal (1795).

James Cavanah Murphy (1760–1814) fue un arquitecto y anticuario irlandés.

## Biografía
Murphy nació en Blackrock, Cork, en la provincia de Munster. Marchó a Dublín para estudiar y su nombre aparece en una lista de alumnos de la Escuela de dibujo de la  Dublin Society en 1775, allí trabajó en miniaturas de tiza y lápices de colores. Más adelante ejerció en Dublín. En 1786 fue uno de los siete arquitectos consultados para la ampliación de la Cámara de los Comunes. llevó a cabo la ejecución del proyecto diseñado por James Gandon  para este edificio, junto a otro arquitecto.
En diciembre de 1788, William Burton Conyngham le encargó a Murphy dibujos del Monasterio de Batalha en Portugal. En 1790, se encontraba de nuevo en Dublín, y a finales de ese año viajó a Inglaterra. En 1802, marchó a Cádiz, con algunas funciones diplomáticas. Allí permaneció durante siete años, estudiando la arquitectura árabe y mudéjar y ejerciendo también algunas funciones diplomáticas.
En 1809, aparece de nuevo asentado en Inglaterra. En 1813, patentó un método de conservación de la madera y otras materiales de la descomposición. Se dedicó a preparar y ordenar sus apuntes sobre la arquitectura árabe para editarlos, pero falleció el 12 de septiembre de 1814 en Edward Street, Cavendish Square en Londres, cuando sólo había sido publicado una parte de su importante libro.

## Trabajos
Los trabajos publicados de Murphy fueron:
- Plans, Elevations, Sections, and Views of the Church of Batalha. ... To which is prefixed an Introductory Discourse on the Principles of Gothic Architecture, twenty-seven plates, London, 1795, 1836. A history and description of the church by Manoel de Sousa Coutinho, translated by Murphy, is on pp. 27-57.
- Travels in Portugal, London, 1795.
- General View of the State of Portugal, London, 1798.
- Arabian Antiquities of Spain, London, 1813-16.